# Martin Benka
Martin Benka, pseudonimy: Marko Betýn, Janko Synevin (ur. 21 września 1888 w Kostolište, zm. 28 czerwca 1971 w Malacky) – słowacki malarz, ilustrator, grafik, esperantysta. Uważany jest za twórcę modernistycznego malarstwa słowackiego XX wieku. W 1953 rząd Republiki Czechosłowackiej uhonorował go tytułem artysty narodowego. Pochowany jest na Cmentarzu Narodowym w Martinie.

## Życiorys
Martin Benka jest jednym z najwybitniejszych malarzy słowackich. W swoich dziełach monumentalizował kraj, heroizował człowieka słowackiego, używał zwiększonych detali, przekraczał granice przestrzeni i redukował farby nadając pracom odcienie ziemiste i niebieskie – (Šumiac, 1934). Jego dzieła wyrażają miłość, szacunek i podziw dla Słowacji, jej natury i ludzi. Twórczość Benki przedstawia przyrodę słowacką we współdziałaniu z człowiekiem - monumentalne scenerie przyrody - Rzeka Orava (Rieka Orava, 1920), wysoko położone chmury i szerokie horyzonty, płaszczyznę i wznoszące się pole zbożowe – Pod Południcą (Pod Poludnicou, 1932). W jego twórczości jest też bogato reprezentowana tematyka liptowska i tatrzańska, m.in. sceny z pracy rolników, robotników leśnych i pasterzy. Jego obrazy stały się upostaciowaniem tradycji i kultury ludowej. 
Benka razem z Ľudovítem Fullem i Mikulášem Galandą są uważani za założycieli słowackiej ilustracji książkowej. Wspólnie przeforsowywali w malarstwie nowoczesne środki wyrazu pozwalające odpowiednio przedstawić dynamizm życia XX w. Serię jego 89 obrazów i rysunków przedstawiających Słowaków w ludowym w tradycyjnym ubiorze, m.in. z Orawy i Liptowa, wydano pośmiertnie Odev nášho ludu (1983). Wystawiał także w Polsce. Artysta nie miał potomków i cały swój majątek oddał w ręce państwa. W jego domu w Martinie znajduje się Muzeum Martina Benki. Wnętrza muzeum: pracownia, atelier i sypialnia, zgodnie z ostatnią wolą malarza zachowały swój autentyczny charakter.